# Évin-Malmaison
 Évin-Malmaison  es una población y comuna francesa, situada en la región de Norte-Paso de Calais, departamento de Paso de Calais, en el distrito de Lens y cantón de Leforest.

## Demografía
| 4022 | 4437 | 4388 | 4121 | 4934 | 4731 |
| Para los censos de 1962 a 1999 la población legal corresponde a la población sin duplicidades (Fuente: INSEE [Consultar]) |      |      |      |      |      |